# モーゼルC96に関連する作品の一覧

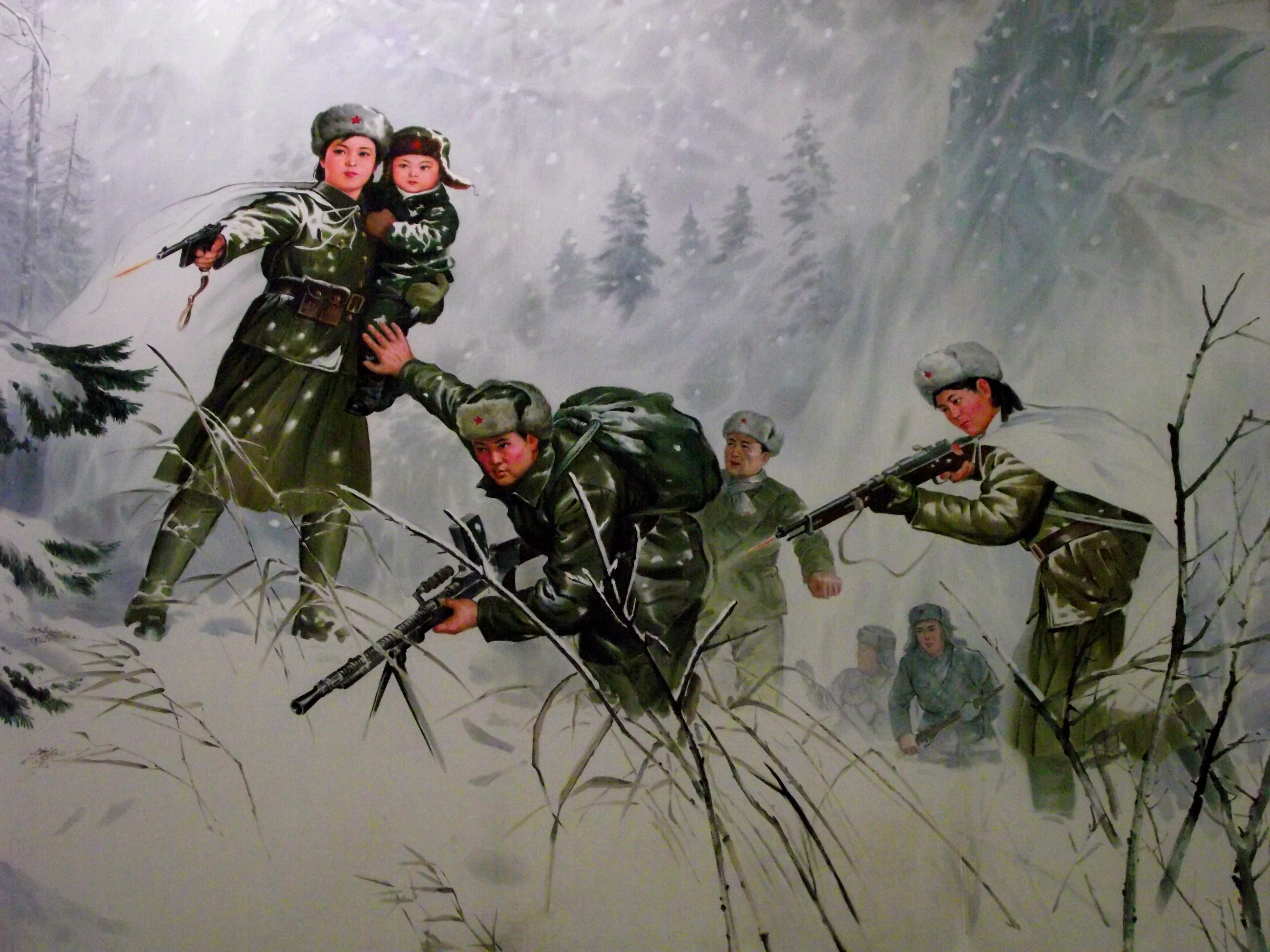
抗日パルチザン時代の金日成（中央）を描いた北朝鮮の宣伝画。金正日を肩に乗せた金正淑（左）がモーゼルC96を用いている

モーゼルC96に関連する作品の一覧（モーゼルC96にかんれんするさくひんのいちらん）は、ドイツの拳銃モーゼルC96に関連する作品の一覧である。

## 映画・テレビドラマ
『007 ロシアより愛をこめて』
ロバート・ショウ扮するスペクターの殺し屋グラントがジプシー村での銃撃戦の際に使用。ボンドの背後の敵を遠距離から狙撃に近い形で撃ち倒すという、C96ならではの使い方がされている。
『007 私を愛したスパイ』
ロータス・エスプリとのカーチェイスで、殺し屋ジョーズが使用。形式ははっきりとはわからないが、ロングマガジンを装着しているのでM712の可能性が高い。
『オペレーション•クロマイト』
劇中でリム•ゲジンが使用
『あんぱん』
第58話及び第59話（第12週「逆転しない正義」その3及びその4）に登場。中国・福建省にて、リン・シュエリャン（現地の少年）が田川岩男（主人公の幼馴染）を射殺した際に使用。
『鬼が来た!』
物語の冒頭で謎の男「私」が主人公に突き付け、終盤にも再び登場する。
『オフサイド7』
ストックとサプレッサーを装着したモデルが登場。
『ケルベロス-地獄の番犬』
「首都圏対凶悪犯罪特殊武装機動特捜班」隊員がサイドアームとしてM712を使用。撮影においては、『紅い眼鏡』ではモデルガンのM712が、『ケルベロス』の国外撮影シーンでは実銃をベースにしたステージガンのC96がそれぞれ用いられた。
『殺しが静かにやって来る』
ジャン＝ルイ・トランティニャン扮する主人公サイレンスがC96を縦に蓋が開く木製ストックホルスターと共に使用する。
『殺しの烙印』
宍戸錠が扮する主人公の殺し屋、花田五郎がC96を使用する。ロングマガジンなど、劇中の描写からするとM712かM713を意識していたようである。
『殺しの免許証〈ライセンス〉』
007エピゴーネンのB級スパイ映画で、トム・アダムス演じる主人公チャールズ・バインと殺し屋が使用する。バインは背中に装着して上着で隠す特殊なホルスターからの抜き撃ちで派手なガンプレイを展開する。
『サムライ・アベンジャー』
劇中、5発撃つ。
『サンダーボルト』
冒頭、牧師に扮したサンダーボルト(クリント・イーストウッド)を殺しにきた男が使用する。20連マガジンを装着しているが単発で発砲。
『シノーラ』
クリント・イーストウッド扮する賞金稼ぎ、ジョー・キッドが使用する。舞台はいわゆるウエスタンであるが、ウエスタン時代の終演、（当時から見て）次の時代を演出するために、オートマチックピストルである本銃が採用されたのではないかと見る見解もある。
『シベリア超特急』
水野晴郎が扮する主人公、山下奉文陸軍大将が携行する。形式不明。
『スター・ウォーズ』シリーズ
シリーズにてハン・ソロが装備している「DL-44 ブラスター・ピストル」は、本銃をベースに大型のフラッシュハイダーとスコープを装着して装飾を付け足したものである。また、『スター・ウォーズ エピソード5/帝国の逆襲』でルーク・スカイウォーカーが携行するブラスターも、ハンのものとは異なるが、本銃をベースに大型のフラッシュハイダーとスコープを装着したものである。
『狙撃』
森雅之が扮する殺し屋、片倉が使用。
『太陽にほえろ! 』
第147話「追跡! 拳銃市場」及び451話「ゴリ、勝負一発!」
M712の改造拳銃(451話は無改造)が登場。セレクターを操作してフルオートで発砲するシーンが見られる。
『血と砂』
三船敏郎扮する小杉曹長が使用。冒頭、素早くストックを装着して敵兵を倒す描写がある。
『青島要塞爆撃命令』
二宮中尉が自衛用に携行するほか、大杉少佐が補給部隊指揮時に携行。
『電撃脱走 地獄のターゲット』
オリヴァー・リード扮する主人公ハリー・ロマートが密売屋からM712を強奪しフルオートで使用。オプションとしてストックとスコープが付属する。
『マッドマックス』
暴走族の一味であるババ・ザネッティが使い、主人公マックスを遠距離から狙い撃ちする。
『マッドマックス 怒りのデス・ロード』
ガスタウンを治める人食い男爵の所持する拳銃。後半の戦闘で自分のリムジンに乗り込んできたマックスに向けて撃とうとするが反撃を受け、1発撃つも外して、マックスに奪われる。
『レイダース／失われたアーク』
ネパールの酒場でマリオン(カレン・アレン)が1発発砲し、撃たれそうになったインディを助ける。
『最後の聖戦』のボートチェイスでも登場。
『遊撃戦』
佐藤允が扮する主人公、黒鬼子が使用。
『リーサル・ウェポン2/炎の約束』
駐ロサンゼルス南アフリカ総領事のアージェン・ラッドが使用。主人公のマーティン・リッグスをセミオートで狙撃するが、弾を撃ち尽くしてボルトが後退したままとなる。
『ロシア特殊部隊 スペツナズ』

## アニメ
『C3 -シーキューブ-』
第五章にてピーヴィー・バロヲイが使用。
『うる星やつら』
第94話Bパートで友引高校校舎の時計塔に身を隠していた三宅しのぶと小早川真を追ってきた追手が手にしており、サプレッサーを装着するシーンもある。その後、メガネに奪われる。また第102話Aパート冒頭で面堂終太郎が、自宅敷地内にある射撃練習場にてM712を使用する。この際、マガジンの交換や、ショルダーストックホルスターを装着して射撃する様子が描かれている。
『王ドロボウJING』
「爆弾生物ポルヴォーラ」編でイザラ・タンブラーの愛用銃として登場。元々は父親の愛用銃で、イザラが幼い頃に殺された父親の形見となっている。
『機甲猟兵メロウリンク』
キーク・キャラダインが多弾倉タイプのM712を使用。
『クラユカバ』
トメオミがM712を使用。ストックを装着し敵を倒す描写とフルオート射撃で敵を制圧する描写がある。
『劇場版 鋼の錬金術師 シャンバラを征く者』
トゥーレ協会の者が愛用。
『劇場版 幼女戦記』
　ターニャ・フォン・デグレチャフが使用。メアリー・スーに対して至近距離から多数撃ち込むが、仕留めきれないうちに取り逃がしてしまった。
『こちら葛飾区亀有公園前派出所』
星逃田がモーゼルを愛用している。
『進撃の巨人』
マーレ国が使用している銃として登場。またイェレナ等の義勇兵によってエルディア国に伝来し、立体機動装置と合体して登場した。
『人狼 JIN-ROH』
首都警の標準装備。
『戦姫絶唱シンフォギア』
シンフォギアシリーズの五作目『戦姫絶唱シンフォギア XV』の劇中で刀を弾かれた風鳴訃堂が風鳴翼に向けて取り出した銃。
『戦闘メカ ザブングル』
キッド・ホーラが使用。
『蒼天の拳』
愛新覚羅溥儀の護衛である近衛隊員のうち、ブタオが所有。李永健に閻王の居場所を自白させようと頭に銃口を突き付けるなどした後、他の隊員（M1911系を所有）とともに霞拳志郎に銃口を向けるも全く相手にならず。
『ソ・ラ・ノ・ヲ・ト』
ヘルベチア共和国軍制式拳銃として登場。
『中二病でも恋がしたい!』
小鳥遊六花が所持している。ただし本物ではないうえにストラップのようなものが付いている。
『マイアミ☆ガンズ』
桜小路妖がM712を使用する。元々は妖の父を殺すために活動していた妖の母の愛用銃で、死ぬ前に妖へと託された。ただし妖の母は病気で死んだはずであり、なぜかアニメ第2話で幼少の頃の妖に射撃中に誤射されたことになっている。
『ルパン三世』
パート3のオープニングに登場。また、パイロットフィルムでは峰不二子も使用する。また、敵が使用する銃として登場することも多い（第1シリーズ第9話、第2シリーズ第50話&第51話など）。
『ルパン三世 お宝返却大作戦!!』
ミーシャがM712を使用。彼女の祖父の形見なのだが、やたら多く弾切れを起こし、挙句の果てには次元大介に撃ち抜かれ、使用不能になる。

## 漫画
『DOGS/BULLETS&CARNAGE』
主人公のハイネがシルバーのM712を使用。
『HELLSING』
ミレニアムの大尉が架空の超長銃身型のM712を使用。二丁拳銃で使用するシーンもある。
『愛と誠』
右翼の大物、座王与平の命を狙ったヒットマンが使用。
『アリサ!』
ヒロインのアリサが最初に拳銃のてほどきを受けたのがM712。第1話のサブタイトルも「ミリタリー・モーゼル」。
『狼の星座』
作中に登場する馬賊集団が使用。クリップによる装弾をきちんと描写している。
『気分はもう戦争』
めがねを尋問するために宗玄将が突きつける。
『キャプテンキッド』
ハリー・ライム（ハインリヒ・フォン・シュトロハイム）がM1896を使用。
『紅の豚』
マンマユート団がポルコのアジトにて、ポルコに突きつける。
『クロノクルセイド』
主人公のロゼット・クリストファがC96を使用。物語後半では、恐らく強化改造したと思われる色違いのモデルを使用する。
『犬狼伝説』
特機隊（首都圏治安警察機構・特殊武装機動警備大隊）の女性隊員、鷲尾翠が使用。
『ゴールデンカムイ』
土方歳三を支援する永倉新八が独自に入手した銃器類に含まれている。また、都丹庵士が愛用しており、狙撃の際はストックを装着して用いる。
『こちら葛飾区亀有公園前派出所』
作中に登場する星逃田が使用。また、両津勘吉が射撃大会で使用し、5標的に対して1標的に付き弾倉1個分をフルオート射撃・ストック無しで全弾命中させるという離れ業を成している。
『ゴルゴ13』
盲目の殺し屋イクシオンが使用。また、突撃隊出身の老暗殺者シュツカが使用する。
『ジーザス』
作中に登場する殺し屋「周隆元」がM712を使用。
『ジオブリーダーズ』
神楽総合警備の社員、梅崎真紀がM712を使用。
『ジパング』
作中で草加拓海が愛新覚羅溥儀を暗殺する時に使用。
『とどのつまり…』
作中に登場するカントクがトランプ（特警）の武装ヘリに本銃で挑む。
『パイナップルARMY』
第5巻CHAPTER 2でカトリーヌ・ベンク未亡人が夫の形見のC96を使用。
『ブラック・ラグーン』
ロットン・"ザ・ウィザード"がM712を使用。
『ブンダバー!』
三菱がM712を使用。
『魔砲少女四号ちゃん』
ミス・パンターこと五号が主人公、真名花へ発砲。
『満州アヘンスクワッド』
ヒロインの麗華が使用。
『ヤミの乱破』
主人公の桐三五が使用。
『宵闇眩燈草紙』
ムーチー・マーディガンが白黒のM712を使用。白い方はカスタム銃身。

## 小説
『アリソン』
Ⅰ巻でヴィルがトラヴァス・ラディア女史より護身用として拝借。ラディア女史の夫の形見で、Ⅲ巻でも使用する。
『召喚教師リアルバウトハイスクール』
作中に登場する超国家組織「オリオン」所属の潜水艦「アトラゴン」女性艦長のバラキレワがミリタリーを使用。
『深夜プラス1』
主人公のルイス・ケインが使用。相棒のハーヴェイに「あんなデカイ銃をどうやって持っていくんだ、貨物列車で送るのか」「（ストックの装着などの準備にかかる）時間を計っておけばよかった」などからかわれるシーンがあり、ハーヴェイのS&W M36との特徴が対比される。ケインは1932年型と語り、フルオートで撃つシーンも出てくるのでM712である。
『デビル17』シリーズ
主人公の黒江徹が5巻から携行。原型はM712 シュネルフォィーヤーだが、泉紀久子による大改造（バレルの上下とスライド上部にマウントレールを取り付け、上部にドットサイトを、マガジン前面にグリップ用小型軽量レーザーサイトを固定するなど）で「19世紀と21世紀のキメラのような銃」となっている。

## ゲーム
『Day of Defeat:Source』
Axis側Rocketクラスのサブウェポン。M712であり、フルオート可能。20連マガジン。
『Dies irae Also sprach Zarathustra』
ウォルフガング・シュライバーが使用。
『Fallout 3』
日本語版に「中国軍ピストル」という名称で登場。
『Hitman: Blood Money』
「第一次世界大戦のピストル」という名前で登場。
『PIL/STONE HEADS女郎蜘蛛』
物語終盤に、この銃をモデルとした「魔宇挫啞（マウザー）」が登場する。
『The Saboteur』
「Raum Pistol」の名称でM712が登場する。
『You Are Empty』
M712が登場する。
『ガンズゴアカノーリ2』
「モーゼル」という名前で登場。
『コール オブ デューティ』シリーズ
『CoD:BO2』
ゾンビモードでのみ使用可能な銃器として登場。
『CoD:BO3』
ゾンビモードでのみ使用可能な銃器として登場。
『CoD:WWII』
M712のようにフルオートになったC96が「マシンピストル」の名称で登場。

『鋼鉄の虹 パンツァーメルヒェンRPG』『ネットゲーム95　鋼鉄の虹 〜Die Eisenglorie〜』
グリューネラント軍制式拳銃の1つにM712（レッド9）が採用されている。
『斬魔大聖デモンベイン』
主人公「大十字九郎」の使用する魔銃クトゥグアのベースモデル。
『続・殺戮のジャンゴ』
賞金稼ぎリリィ・サルバターナが使用。
『タイムクライシスシリーズ』
ワイルド・ドッグが、C96を使用する。
『天使ノ二挺拳銃』
ヒロインのアンリが使用。
『ドールズフロントライン』
萌え擬人化されたものが星3戦術人形「C96」として登場。
『バイオショック インフィニット』
「ピストル」の名で登場。
『バイオハザードシリーズ』
『バイオハザード4』
「レッド9」の名称で登場する。クリップを用いた独特の装弾アクションが正確に描写されている。
『バイオハザード アンブレラ・クロニクルズ』
アンブレラ社幹部、セルゲイ・ウラジミールが使用するが、2発しか発砲しない。
『バイオハザード ザ・マーセナリーズ 3D』
隠し武器として登場。威力が非常に高いが、3発しか装弾できない。
『バイオハザード RE:4』
『バイオハザード4』と同じく「レッド9」の名称で登場。クリップ装填、高威力で扱い辛い性能等も前作から引き継がれている。

『バトルフィールド1』
看護兵クラスでは「C96」の名称で、戦車兵とパイロットクラスでは「C96 Carbine」の名称で登場。
『メダル・オブ・オナー エアボーン』
「マウザーC96」の名称で登場。
『メタルギアシリーズ』
『MGS3』
EVAが使用している（ゲーム内では中国製のコピー品で十七型拳銃と呼ばれている）。「馬賊撃ち」と呼ばれる本体を横向きにした射撃を披露する。
『MGS4』
『MGS3』に引き続きビッグ・ママ（EVA）が使用し、彼女の死後は形見としてオールド・スネークが使用する。
『MGSPW』
セミオートモデルとフルオートモデルが登場。開発を進めると弾倉容量が増加する。

『レッド・デッド・リデンプション』
「Mauser Pistol」の名で登場。あの西部映画の影響がある。